# Francia Guyana
Francia Guyana (franciául: Guyane Française, illetve röviden csak Guyane) a Francia Köztársaság egyik tengerentúli megyéje, s mint ilyen, az Európai Unió szerves része. Dél-Amerika északi részén fekszik, Brazíliával és Suriname-mal határos. Területe 83%-át őserdők borítják. A lakosság 90%-a a partvidéken tömörül. Itt található a Guyana Űrközpont.
A tengerparthoz közeli szigeteken működött egykor a hírhedt francia büntetőtelep.
Itt állomásozik a 3e Régiment Étranger d'Infanterie – A Francia idegenlégió 3. gyalogosezrede (3 REI), 1920-ban alapították, és a Francia Guyana-i Kourou-ban állomásozik.

## Történelem

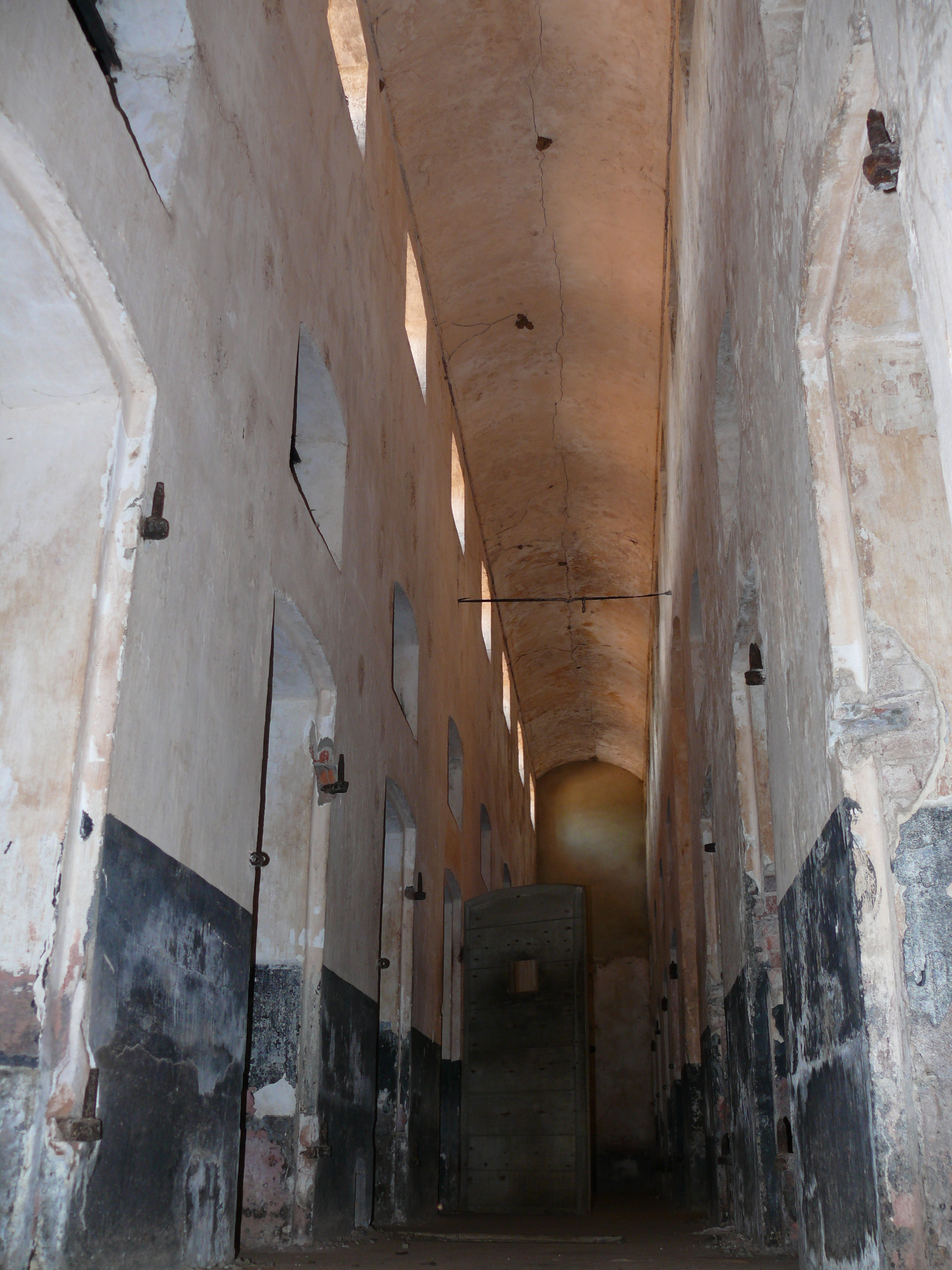
Az egykori fegyenctelep folyosója, Île Royale

Területét a spanyolok fedezték fel, és ők is gyarmatosították először. Az első francia település csak 1604-ben létesült. Benépesítését az 1850-es felfedezett aranylelőhelyek gyorsították meg. A 18. század végétől büntetőtáborként használták, a leghíresebb fegyenctelep a hírhedt Ördög-sziget volt, ahová súlyos köztörvényes bűncselekmények elkövetőit szállították. A telep híres volt hihetetlen embertelenségéről. 1946-ban lett Franciaország tengerentúli megyéje.
A terület lakosságának jelentős része és politikusai minél szélesebb körű autonómiát szeretnének elérni, addig a függetlenséget csak kevesen támogatják. Ennek ellenére egy 2010-es népszavazáson a voksolók többsége az autonómia ellen szavazott.

## Földrajz
Mocsaras folyók által behálózott síkságából a déli területeken emelkednek ki hegyek. Legmagasabb pont: Bellevue de I'Inini, 851 m.

## Éghajlat
A terület éghajlata trópusi. Július és november között kevesebb csapadék esik, a havi mennyiség 4–20 cm közötti. A decembertől júniusig tartó esős évszakban havonta 30–50 cm közötti mennyiségű csapadék hull le. A páratartalom 80-90% között mozog.
| \| Hónap \| Jan. \| Feb. \| Már. \| Ápr. \| Máj. \| Jún. \| Júl. \| Aug. \| Szep. \| Okt. \| Nov. \| Dec. \| Év \| \| ----------------------------- \| ---- \| ---- \| ---- \| ---- \| ---- \| ---- \| ---- \| ---- \| ----- \| ---- \| ---- \| ---- \| ---- \| \| Rekord max. hőmérséklet (°C) \| 32,5 \| 32,3 \| 32,2 \| 33,0 \| 33,2 \| 33,7 \| 34,5 \| 35,0 \| 35,2 \| 35,1 \| 34,6 \| 34,1 \| 35,2 \| \| Átlagos max. hőmérséklet (°C) \| 29,1 \| 29,2 \| 29,6 \| 29,9 \| 29,9 \| 30,2 \| 30,8 \| 31,6 \| 32,1 \| 32,2 \| 31,5 \| 30,1 \| 30,5 \| \| Átlagos min. hőmérséklet (°C) \| 23,3 \| 23,4 \| 23,5 \| 23,7 \| 23,5 \| 22,9 \| 22,4 \| 22,4 \| 22,2 \| 22,3 \| 22,5 \| 23,1 \| 22,9 \| \| Rekord min. hőmérséklet (°C) \| 17,4 \| 18,9 \| 18,5 \| 19,0 \| 18,8 \| 18,9 \| 19,0 \| 19,0 \| 18,7 \| 18,6 \| 17,2 \| 18,8 \| 17,2 \| \| Átl. csapadékmennyiség (mm) \| 451 \| 309 \| 334 \| 448 \| 579 \| 411 \| 246 \| 144 \| 56 \| 63 \| 133 \| 341 \| 3516 \| \| Havi napsütéses órák száma \| 95 \| 92 \| 120 \| 124 \| 122 \| 150 \| 201 \| 234 \| 253 \| 256 \| 212 \| 143 \| 2003 \| \| Forrás: Meteo France[4][5] \| \| \| \| \| \| \| \| \| \| \| \| \| \| |      |      |      |      |      |      |      |      |       |      |      |      |      |
| Hónap | Jan. | Feb. | Már. | Ápr. | Máj. | Jún. | Júl. | Aug. | Szep. | Okt. | Nov. | Dec. | Év   |
| Rekord max. hőmérséklet (°C) | 32,5 | 32,3 | 32,2 | 33,0 | 33,2 | 33,7 | 34,5 | 35,0 | 35,2  | 35,1 | 34,6 | 34,1 | 35,2 |
| Átlagos max. hőmérséklet (°C) | 29,1 | 29,2 | 29,6 | 29,9 | 29,9 | 30,2 | 30,8 | 31,6 | 32,1  | 32,2 | 31,5 | 30,1 | 30,5 |
| Átlagos min. hőmérséklet (°C) | 23,3 | 23,4 | 23,5 | 23,7 | 23,5 | 22,9 | 22,4 | 22,4 | 22,2  | 22,3 | 22,5 | 23,1 | 22,9 |
| Rekord min. hőmérséklet (°C) | 17,4 | 18,9 | 18,5 | 19,0 | 18,8 | 18,9 | 19,0 | 19,0 | 18,7  | 18,6 | 17,2 | 18,8 | 17,2 |
| Átl. csapadékmennyiség (mm) | 451  | 309  | 334  | 448  | 579  | 411  | 246  | 144  | 56    | 63   | 133  | 341  | 3516 |
| Havi napsütéses órák száma | 95   | 92   | 120  | 124  | 122  | 150  | 201  | 234  | 253   | 256  | 212  | 143  | 2003 |
| Forrás: Meteo France |      |      |      |      |      |      |      |      |       |      |      |      |      |

## Népesség

### Népességének változása
| Lakosok száma | 25 472 | 47 930 | 66 977 | 163 165 | 234 181 | 259 865 | 268 700 | 281 678 | 285 133 | 288 382 |
|               | 1950   | 1970   | 1980   | 2000    | 2010    | 2015    | 2017    | 2019    | 2020    | 2022    |

### Etnikai megoszlás
A népesség hihetetlenül változatos. Túlnyomó többségben vannak a fekete (afrikai) származásúak. A feketék az afrikai rabszolgák utódai. A mulatt lakosság is meghatározó a megyében (fekete-fehér). Azonban még ennél is jóval többen vannak, mert a karibi térségből bevándorlókat (szintén feketéket), a statisztika más karibi név alatt foglalja össze. A más karibiak, a kínaiakkal és indiánokkal együtt 12%-ot tesznek ki. Az indiánok a terület eredeti őslakosai, akik számos törzsre oszlanak. Ezenkívül még 10%, nem kínai ázsiai is él itt, őket a régi francia gyarmatokról telepítették ide, többségük délkelet-ázsiai. A francia származású fehérek (európaiak) aránya 12%.

### Nyelv
Francia megye lévén a hivatalos nyelv a francia.

### Vallás
A lakosság 74%-a római katolikus, a maradék 26% egyéb vallású.

## Gazdaság
Gazdasági életében kiemelt szerepet játszik a Kourou mellett található Guyana Űrközpont, amely az Európai Űrügynökség (ESA) bázisa 1966-tól. Innen indítják az Ariane hordozórakétát. Gazdasága nagyban függ az anyaország támogatásától, az űrbázis fenntartása mellett a gazdasági tevékenységet elsősorban a halászat és az erdészet képzi. A partvidéken, ahol a lakosság többsége koncentrálódik, a mezőgazdaságra a rizs- és maniókatermesztés a jellemző. Francia Guyana erősen függ az élelmiszer- és az energiaimportjától, a munkanélküliség jelentős problémát okoz, különösen a fiatal lakosság körében.

## Közlekedés
- Közutak hossza: 1817 km
- Repülőterek száma: 4
- Kikötők száma: 3

## Telekommunikáció
| Hívójel prefix | FY, TO9 |
| ITU zóna       | 12      |
| CQ zóna        | 9       |

## Turizmus
Javasolt oltások Francia Guyanába utazóknak:
- Hastífusz
- Hepatitis A (nagy a fertőzésveszély)

Malária ellen tabletta van (nagy a fertőzésveszély).
Kötelező oltás, nemzetközi oltási igazolvány szükséges:
- Sárgaláz